# Regiunea de Nord, Ghana
Regiunea de Nord este una dintre cele 12 unități administrativ-teritoriale de gradul I ale Ghanei. Reședința sa este orașul Tamale. Cuprinde 20 de districte.